# نعيم ترنافا
نعيم ترنافا هو مفتي عام كوسوفو، ولد في 7 يناير 1961م في كوسوفو.